# Oruro
Oruro es una ciudad y municipio de Bolivia, capital y ciudad más poblada del departamento de Oruro y de la provincia de Cercado. El municipio tiene una población de 264 683 habitantes (según el último censo boliviano de 2012), convirtiéndose de esa manera en la quinta ciudad más poblada de Bolivia. El Instituto Nacional de Estadística (INE) estima que la población de Oruro llegó al año 2020 a los 302 643 habitantes, aproximadamente. Oruro se encuentra ubicada a una altitud de 3735 m s. n. m., siendo también considerada entre las ciudades más altas del mundo. 
La ciudad fue fundada el 1 de noviembre de 1606 por el oidor de la Real Audiencia charquina el español Manuel de Castro Padilla con el nombre de "Villa San Felipe de Austria" en homenaje al rey de España de ese entonces Felipe III. La palabra "Oruro" deriva del idioma uru.
El año 2001, la Unesco declaró al Carnaval de Oruro, que en sí, es la fiesta de la Virgen del Socavón, "Obra Maestra del Patrimonio Oral e Intangible de la Humanidad"; reconociendo así el valor religioso y cultural que expresa.

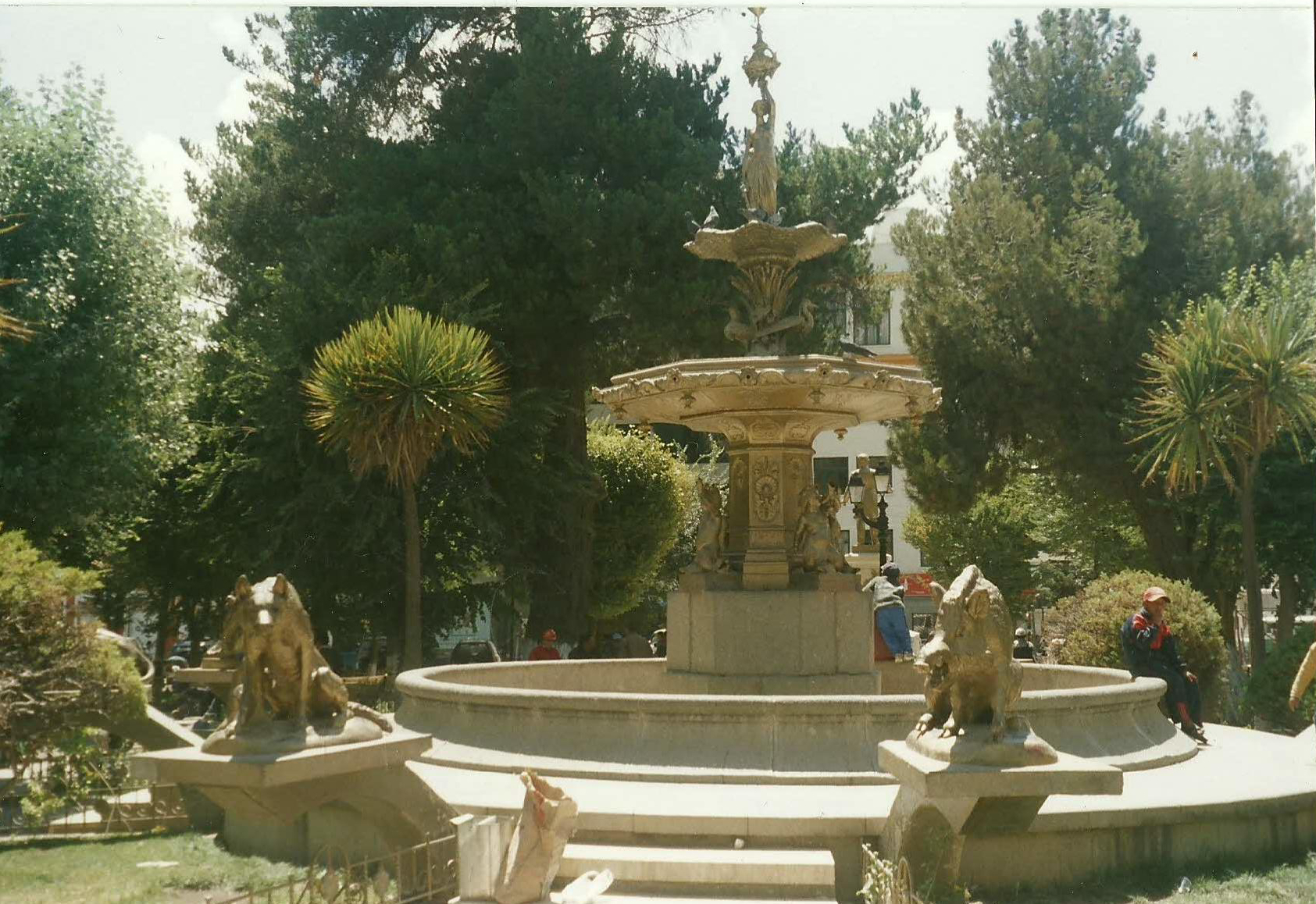
Fuente de la actual Plaza 10 de Febrero, con que la ciudad recuerda y rinde homenaje a la rebelión libertaria de 1781.

## Historia

### Época preincaica
Poco se conoce de las pequeñas ciudades aymaras del período post-Tiahuanacu y preinca. Aparentemente, los incas no fundaron ciudades importantes en el altiplano central.
Lo cierto es que, cuando los conquistadores llegaron a la región de Oruro, la población nativa estaba dispersa en cientos de poblados pequeños.
Antes de que los incas llegaran al actual territorio de lo que hoy es Oruro, el territorio de ese entonces estuvo habitado sucesivamente por varios pueblos de la región, resaltando de entre todos ellos el pueblo de los urus. 
Una vez desaparecido el Imperio Tiahuanacota, los aymaras pertenecientes a los reinos aymaras, sometieron a los urus. Cabe mencionar, que uno de esos pueblos que se asentaron cerca de Oruro fueron los soras.

### Época incaica
Años después los incas llegaron al territorio, y sometieron a los diferentes pueblos aymaras de la región. La dinastía Inca gobernó el Kollasuyo desde Paria, en la que se construye el templo del sol, edificios, tambos y depósitos imperiales.

### Época virreinal
Cuando los conquistadores españoles llegaron, lograron integrar al Imperio Incaico en la monarquía hispánica. Mucho antes de que se fundara la ciudad de Oruro, los españoles ya habían fundado varias ciudades en lo que hoy es el actual territorio boliviano: Charcas (en 1540), Potosí (en 1545), La Paz (1548), Santa Cruz de la Sierra (en 1561), Cochabamba (en 1571) y Tarija (en 1574). Una de las características más sobresalientes de la etapa virreinal fue la fundación de ciudades, estas fundaciones se debieron a distintos motivos:
- Evangelización de los indígenas para, según la doctrina católica, salvar sus almas.
- Establecimiento de centros explotación agrícola de un territorio.Administración de amplias zonas desde el punto de vista jurídico y político.
- Explotación de fuentes mineras.
- Bases comerciales y puntos de enlace para las comunicaciones con la metrópoli.
- Estaciones intermedias dentro de una ruta comercial para abastecimiento de transporte.
- Objetivos militares de defensa y cabeza de puente para penetraciones más profundas hacia nuevas tierras.

En 1535 se dio inicio a la fundación informal de Paria "La nueva" o española por el capitán extremeño Juan de Saavedra, comandante de una vanguardia del ejército expedicionario de Diego de Almagro en su viaje a Chile. De no haber concurrido a las urgencias militares de la conquista planeada en el Cuzco, Paria pudo haber constituido el 1° núcleo permanente en el territorio que iba a ser de la Audiencia de Charcas; la primera villa fundada por los españoles.
Entre 1535-1564 empieza la exploración española de los territorios de la provincia de Paria en busca de minas de plata y oro.
En 1565 el rico capitán Lorenzo de Aldana, cuya persona está asociada a la leyenda del "tapado" de su nombre, es beneficiario de la encomienda de Paria. Redescubre minas argentíferas y las explota.
En 1568, Diego Alemán formula la primera petición de un yacimiento minero en la Serranía Uru-Uru (actual Oruro).

### SigloXVII
Hacia el año de 1605 el cura de Colquemarca, Francisco Medrano, y otros españoles descubrieron minerales ricos en plata en un cerro de la región de los urus al que pusieron el nombre de San Cristóbal.
La ciudad fue fundada el 1 de noviembre de 1606, como un centro minero de plata, fue encargado el licenciado Manuel de Castro del Castillo y Padilla, oidor de la Real Audiencia de Charcas. Se le llamó " Real Villa de San Felipe de Austria" en honor al rey de España, Felipe III, nieto del emperador Carlos V del Sacro Imperio Romano.
Fue una de las villas españolas de la Audiencia de Charcas actual Bolivia, que fue diseñada por ingenieros, en forma de damero, reeditando los clásicos esquemas urbanos europeos de aquella época (Siglo XVII). A tal efecto se mandó destruir aquellos caseríos construidos a finales del siglo XVI.
Para el día de su fundación, Oruro contaba con una población de 15 000 habitantes entre mineros españoles, criollos, negros e indígenas de las etnias "Uru", "quechua" y "aimaras".
La fluctuación de los precios de la plata, en los siguientes siglos, condicionó el crecimiento o decrecimiento demográfico y urbano de la villa.

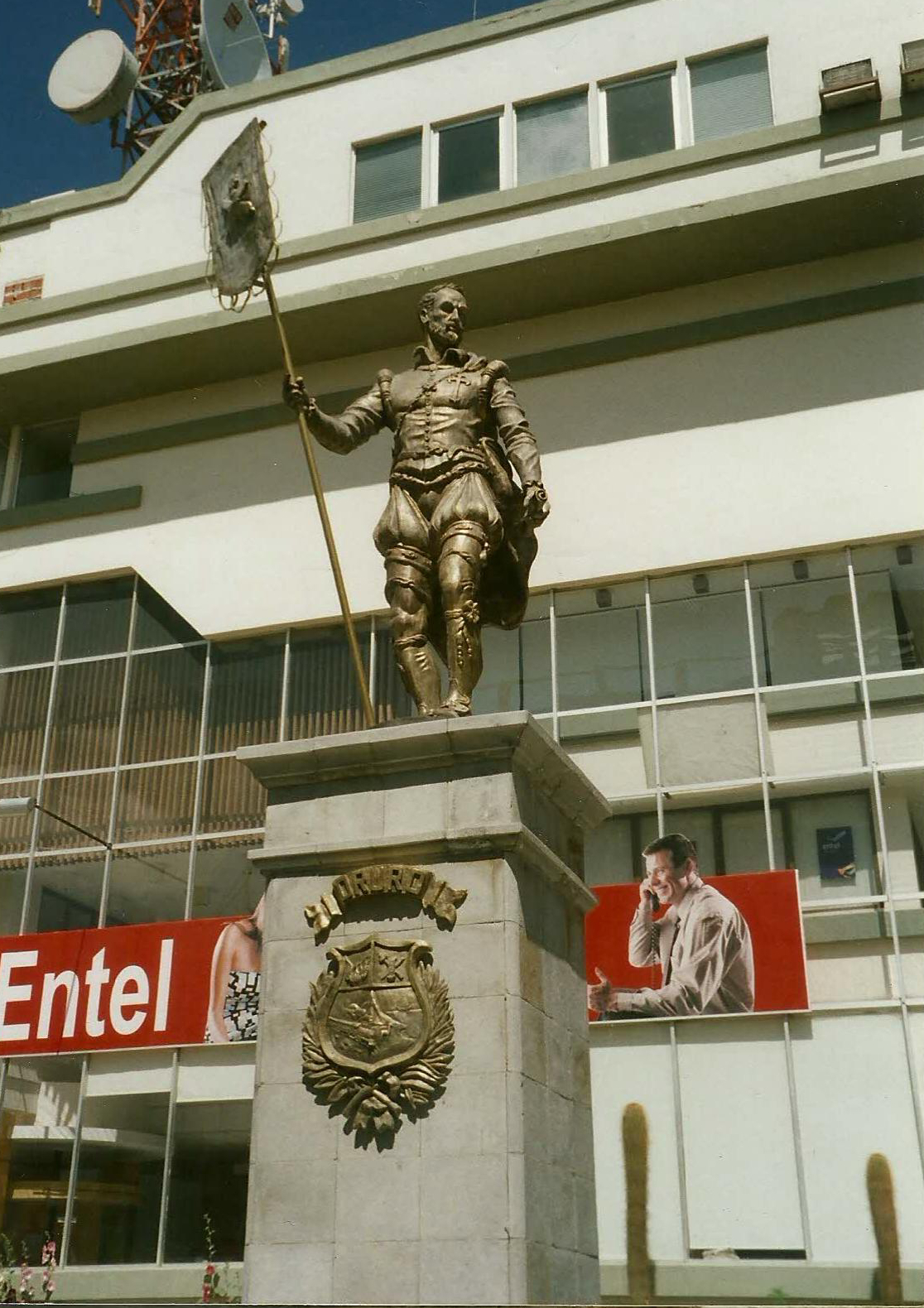
Monumento a Manuel de Castro del Castillo y Padilla, fundador de la Real Villa de San Felipe de Austria de Oruro.

En 1605, los cada vez más enriquecidos mineros de plata de San Miguel de Uru Uru, solicitan a la audiencia de Charcas autorización para fundar una villa en el lugar. La audiencia ordena al capitán Gonzalo Paredes de Hinojosa, corregidor de la Villa de Salinas del Río (Mizque) inspeccionar la región con la finalidad de establecer si se justifica la fundación solicitada (procedimiento no seguido para la erección de las villas de Potosí, La Plata, Nuestra Señora de La Paz, Oropeza (Cochabamba), Santa Cruz de la Sierra y otros fundados hispanos).
En julio de 1606, la audiencia charquina comisiona al oidor Manuel de Castro del Castillo y Padilla, verificar si en el asiento minero de San Miguel de Uru Uru, existían las condiciones reglamentarias para la fundación de una villa.
El 1 de noviembre de 1606 se dio inicio a la fundación de la Real Villa de San Felipe de Austria por el oidor Manuel de Castro del Castillo y Padilla, quien se trasladó hasta el asiento de San Miguel, junto al cerro Pie de Gallo, para efectuar la fundación. El nombre fue dado en honor del monarca reinante en España y conmemoración del traslado de la corte de Valladolid a Madrid. Se nombró por Alcaldes ordinarios de la Villa, en primer lugar a Jerónimo Ondegardo, vecino encomendero, en segundo lugar al bachiller presbítero Francisco Medrano, primer poblador y descubridor de las minas. También se nombró por Alférez real a Alonso de Mendoza Inojossa, vecino encomendero de la ciudad de La Plata, y por Alguacil Mayor a don Manuel de Torres Villavicencio.
En 1607, el comisionado por la Audiencia de Charcas llega directamente a la Villa Felipe de Godoy para informarse de las condiciones de la economía y vida en la recién fundada Villa Filipense. Su informe a la audiencia, bajo el título de: relación de siento, minas y población de la Villa de San Felipe de Austria, llamados Oruro. Devino en la primera crónica de la Villa y él su cronista.
En 1618 estaba habitada por miles de españoles y una gran población indígena, según Vásquez de Espinoza, en sus proximidades había, 20 ingenios destinados a beneficiar el mineral extraído de los cerros circunvecinos. Se agrandó este distrito minero con la inclusión de la población de Paria y la de Berenguela.
Entre 1608 y 1675, se da una inusitada extracción de la plata y cateo de otras minas. Asentamientos de criollos, nativos de otras villas, también Europeos. Hacia la mitad del siglo se habían edificado iglesias y conventos, como los de San Francisco, Santo Domingo, San Agustín, La Merced, La Compañía y un hospital para los enfermos a cargo de los Juandedianos.
En 1678, un empadronamiento establece 75 920 habitantes en la Villa, de los que 37 960 son españoles y criollos; el resto nativos, llegando a ser en este tiempo la segunda ciudad más grande del Alto Perú. Desde 1680, la minería de plata entró en un periodo de estancamiento y declive.

### SigloXVIII
En 1739, Juan Vélez de Córdova emite el "Manifiesto de agravio" (Fundamentación de la primera tentación de insurgencia en la Villa, fracaso debido a una delación).
En 1739, el criollo Juan Vélez de Córdova lideró una rebelión contra el Imperio español, siendo su Manifiesto de Agravios un documento de alto valor político por mucho tiempo modelo de conspiraciones en la Audiencia de Charcas, especialmente de la rebelión de Oruro del año 1781.

### Rebelión de Oruro (1781)
El 10 de febrero de 1781 en la Villa Real de San Felipe de Austria (Oruro) se dio uno de los gritos libertarios de América Latina, continuando con las rebeliones contra la Corona española. En aquella oportunidad la revuelta libertaria dirigida por Sebastián Pagador, Jacinto Rodríguez de Herrera y otros caudillos emite la solemne proclama: "Amigos paisanos y compañeros: en ninguna ocasión podemos dar mejores pruebas de nuestro amor a la patria, sino en ésta, no estimemos en nada nuestras vidas, sacrifiquémosla gustosos en defensa de la libertad".
Cabe mencionar que la Rebelión libertaria fue encabezada por Jacinto Rodríguez de Herrera. El alzado Sebastián Pagador protagoniza el rol hasta perder la vida en una turbulencia de indios. La rebelión fue reprimida por la Corona española en 1783, a partir de que el Virrey Juan José de Vértiz y Salcedo ordenó una sumaria secreta, haciendo enviar a los principales sublevados a Buenos Aires, por entonces, capital del Virreinato del Río de la Plata.
En 1789, realiza su aparición oficial la imagen de la Virgen de la Candelaria (Virgen del Socavón) en una oquedad del cerro "pie de gallo".

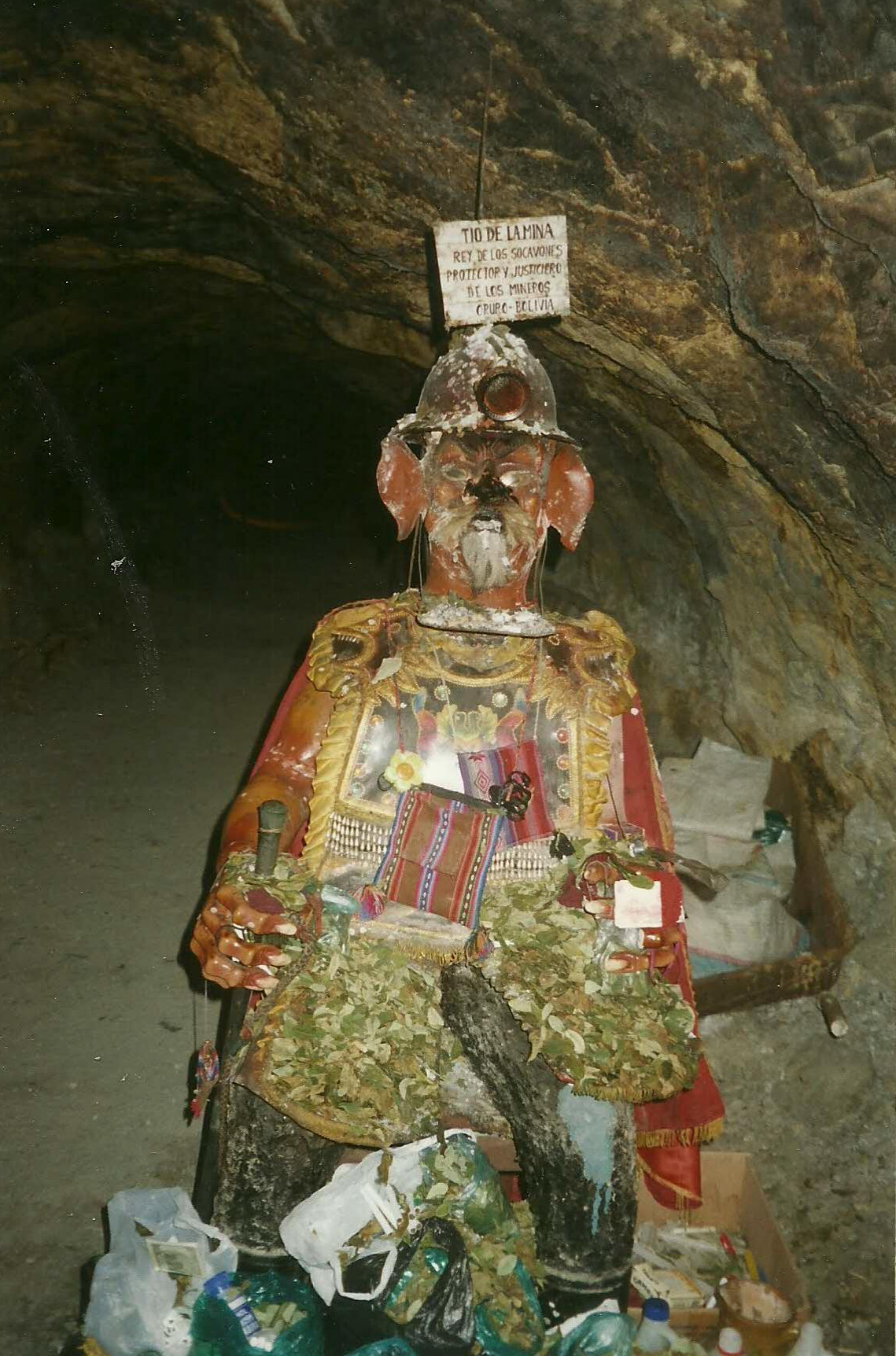
El "tío de la mina", según creían los mineros, traía suerte para extraer gran cantidad de mineral. Esta imagen puede verse en la Mina de San José, que ha sido convertida en museo de mineralogía.

En enero de 1793 se inicia un proceso de acumulación de material informativo sobre las virtudes del Franciscano Fray Juan Espinoza, tendente a su beatificación.

### Guerra de la independencia
En 1803, el cabildo secular y demás autoridades elevaron un memorial al rey Carlos IV, solicitando confirmar la fundación de la Villa y dotarla de un escudo de armas, entre otras gracias.
En 1806, se dio inicio a la Invasión inglesa de Buenos Aires. La derrota y expulsión de los incursores es celebrada en la Villa filipense con grandes festejos; como en las demás Villas Charquinas. Oruro envíó a Buenos Aires una tarja o lámina forjada en oro y plata repujado, en agradecimiento y alabanza por la victoria sobre los británicos.
En 1809, comenzaron las revoluciones independentistas en Chuquisaca y La Paz, dando comienzo a lo que se conoció como la Guerra de la Independencia.
El 6 de octubre de 1810 la población de la villa de San Felipe de Austria se levantó en armas liderados por Tomas Barrón, en pronunciamiento libertario de la dominación española y en apoyo de los patriotas de Cochabamba.
El 27 de diciembre de 1810, el teniente coronel patriota Eustoquio Díaz Vélez, al mando de la vanguardia del Ejército del Norte de las Provincias Unidas del Río de la Plata, entró en la villa bajo la aparente aprobación de la población.
En 1814, se inició la destrucción de la fortaleza, edificio virreinal utilizado como presidio, cuartel, policía; alternativamente por realistas y patriotas. Posteriormente fue reconstruido de forma precaria y finalmente fue demolido. El soldado boliviano José Santos Vargas, conocido como Tambor, comenzó a escribir un diario de campaña que devendría en la única crónica de las luchas en la parte del occidente y valles de Bolivia. Oruro fue un centro realista importante a lo largo de la guerra independentista. Luego del Combate de Falsuri, en el que el coronel patriota José Miguel Lanza fue derrotado por el general realista Pedro Antonio Olañeta, este último partió con su ejército para sus cuarteles generales en Oruro.
Cerca del final de la guerra, el 9 de febrero de 1825, el general Antonio José de Sucre dictó en la ciudad de La Paz el decreto de convocatoria a una Asamblea General de las provincias del Alto Perú para decidir su futuro, a reunirse en la villa de Oruro. La asamblea no se reunió debido a la senectud de algunos representantes de Chuquisaca, Cochabamba y Santa Cruz, quienes adujeron "distancia y malas condiciones de clima". La histórica asamblea deliberó finalmente en Chuquisaca, entre el 10 de abril y el 6 de agosto, en la que se fundó la República de Bolívar, hoy Bolivia.

### Época republicana

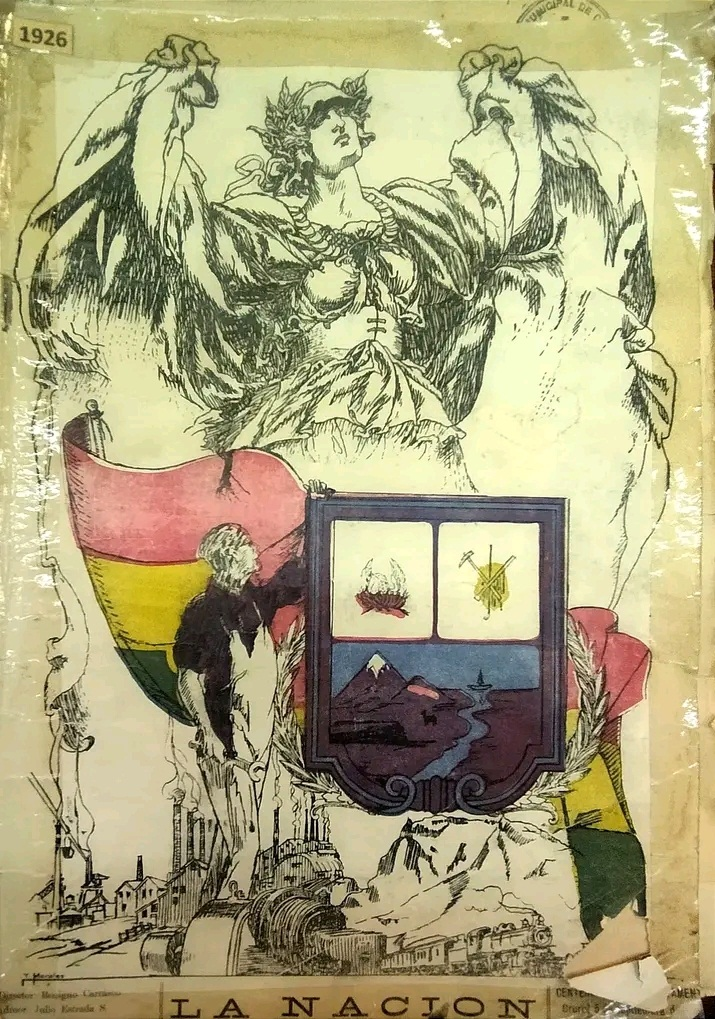
Publicación conmemorativa del diario la nación al departamento de Oruro por su centenario en el año de 1926.

El 5 de septiembre de 1826 se dio la creación del Departamento de Oruro, conformado por las provincias de Oruro, Paria y Carangas. Se estableció como capital de ese departamento a la ciudad de Oruro, desechándose el nombre virreinal 'Villa San Felipe de Austria'.
El 11 de diciembre de 1826, se creó el Colegio de Ciencias y Artes. Funcionó desde 1827 y posteriormente el nombre fue modificado a Colegio Nacional Simón Bolívar. La población de la ciudad alcanzaba los 8000 habitantes.
Por una temporada, la mina de estaño "La Salvadora" fue la fuente más importante de ese mineral en el mundo.
Gradualmente, este recurso también se agotó y la ciudad de Oruro entró en otro declive. La ciudad atrae, sin embargo, turistas nacionales y extranjeros al carnaval, considerado uno de los mayores eventos folclóricos en Sudamérica gracias a sus danzas típicas, siendo la Diablada una de las más conocidas y aclamadas.

### 

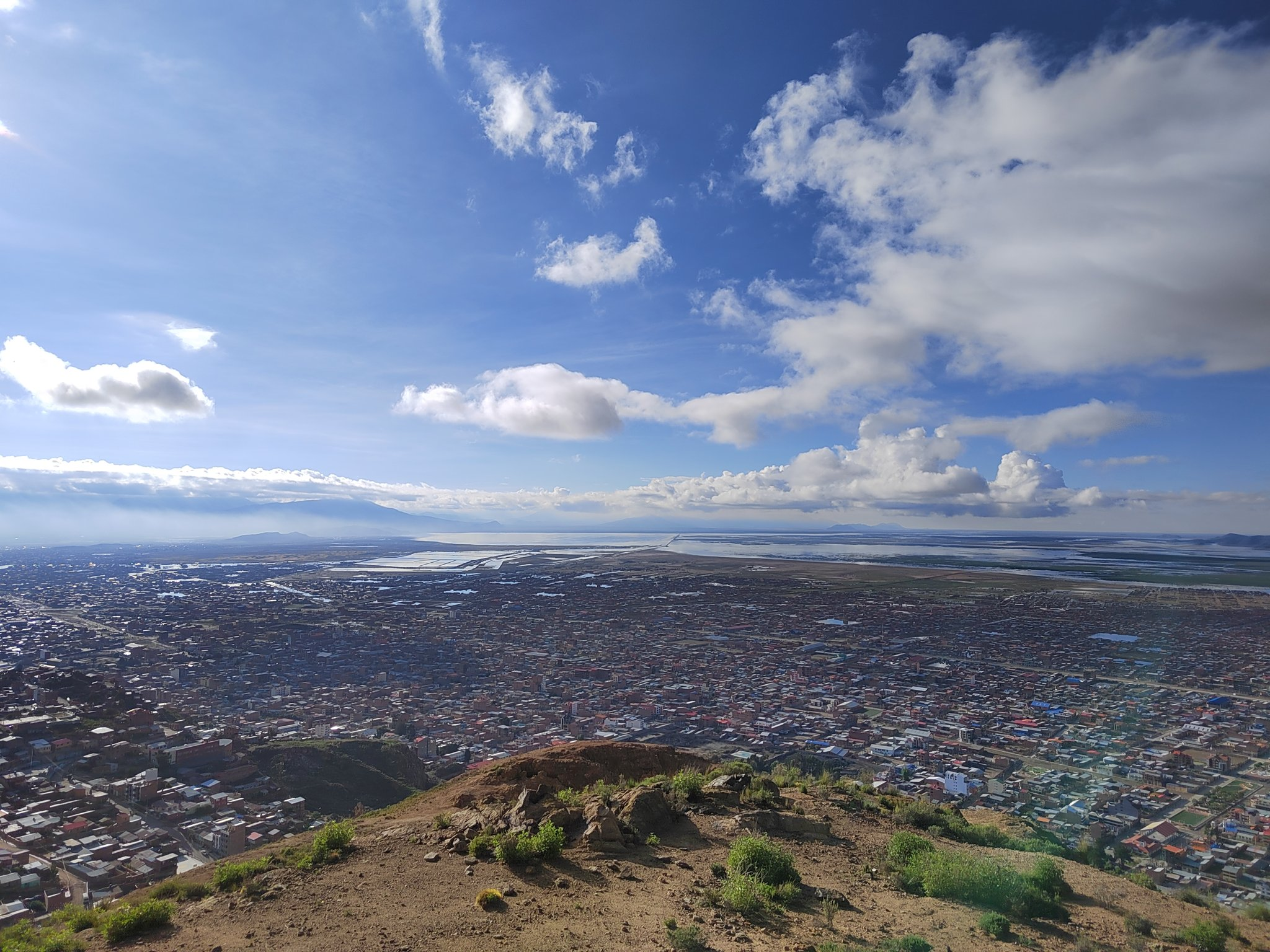
Vista panorámica de la zona sur de la ciudad de Oruro y del Lago Uru Uru desde el cerro Condori

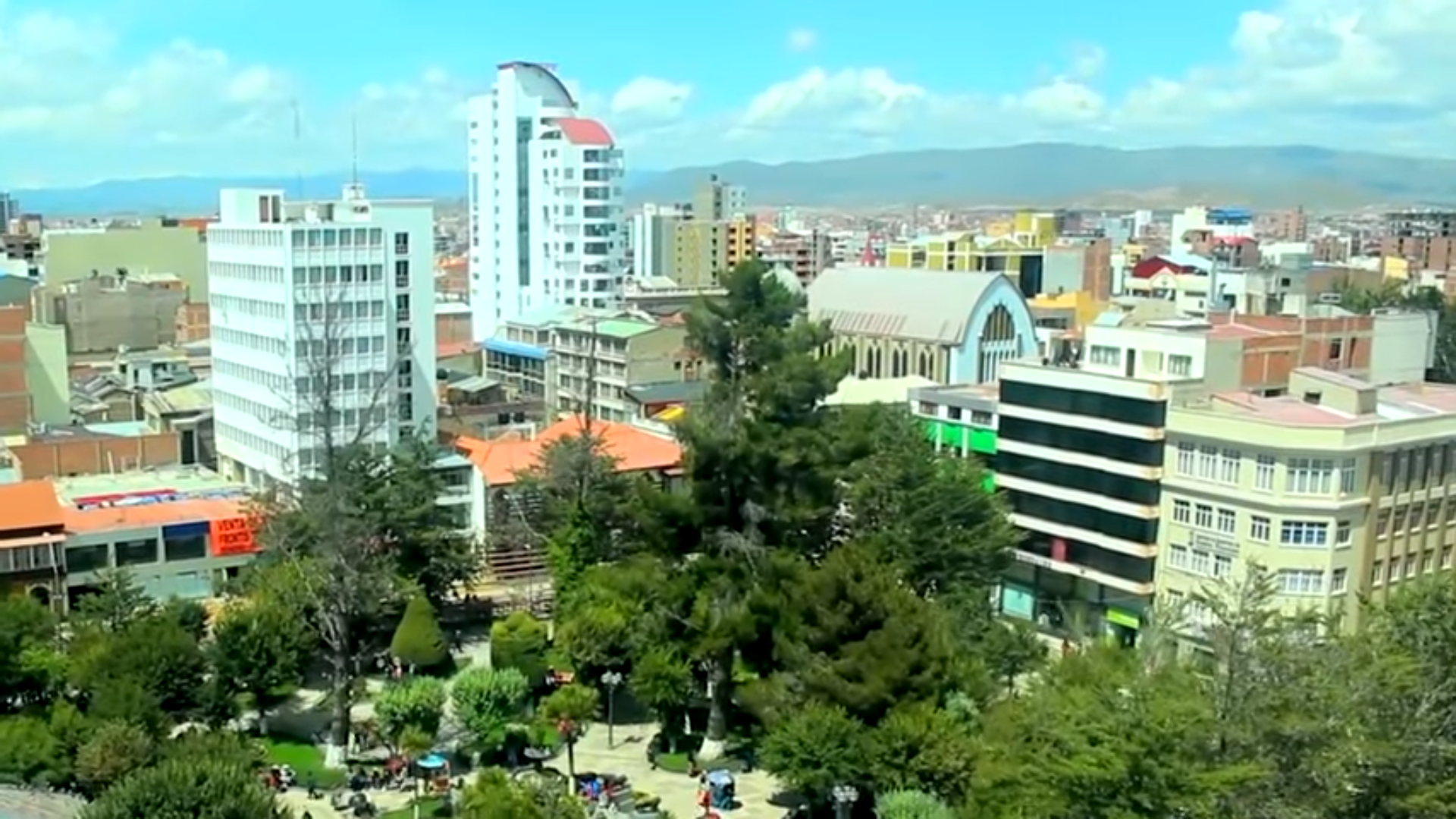
Edificios modernos de la ciudad de Oruro

### SigloXXI

#### Coronavirus
El 13 de marzo de 2020, la ciudad de Oruro fue la primera ciudad de Bolivia que ingresó en cuarentena por primera vez en su historia, a causa de la pandemia del Coronavirus.

## Geografía
La ciudad de Oruro se encuentra en las tierras altas de Bolivia, sobre el Altiplano andino a 3.735 metros sobre el nivel del mar. Administrativamente la ciudad de Oruro forma parte del municipio homónimo, en el centro de la provincia de Cercado, al noreste del departamento de Oruro. Limita al norte y al este con el municipio de Soracachi, al sur con el municipio de Machacamarca de la provincia de Dalence, al suroeste y oeste con el municipio de El Choro, y al noroeste con el municipio de Caracollo.
En el municipio de Oruro se pueden encontrar dos unidades fisiográficas, las serranías y la altiplanicie. Las serranías se encuentran mayormente en el oeste del municipio, siendo los principales cerros: Rubiales (3971 m s. n. m.), Alamasi (3977 m s. n. m.), San Pedro (4012 m s. n. m.) y San Felipe (4032 m s. n. m.). El cerro San Felipe se constituye en un mirador natural de la ciudad y es el punto más alto del municipio de Oruro.

### Clima
Oruro se encuentra al norte de los lagos salados Uru Uru y Poopó. Situado a una altitud de 3735 metros sobre el nivel del mar, Oruro es conocido por su clima frío. Las temperaturas más cálidas generalmente suceden durante los meses de octubre, noviembre y diciembre, después de un invierno frío y antes de las lluvias de verano (temporada de precipitaciones en el Altiplano del Titicaca). De mayo a julio, y por la noche las temperaturas combinadas con viento fresco pueden bajar hasta aproximadamente –15 °C. Los veranos son templados, pero a pesar de ser una zona árida, hay una gran cantidad de lluvias entre noviembre y marzo.
El Sistema Climático de Köppen describe el clima de Oruro como semiárido frío (BSk).
Debido a los días templados y los inviernos secos, la nieve no es una ocurrencia frecuente tanto como el frío (especialmente en la noche); sin embargo, las nevadas pueden caer por lo general una a dos veces cada pocos años. Se registraron nevadas en 2013 y en 2018.
| Parámetros climáticos promedio de Oruro                                        | Parámetros climáticos promedio de Oruro | Parámetros climáticos promedio de Oruro | Parámetros climáticos promedio de Oruro | Parámetros climáticos promedio de Oruro | Parámetros climáticos promedio de Oruro | Parámetros climáticos promedio de Oruro | Parámetros climáticos promedio de Oruro | Parámetros climáticos promedio de Oruro | Parámetros climáticos promedio de Oruro | Parámetros climáticos promedio de Oruro | Parámetros climáticos promedio de Oruro | Parámetros climáticos promedio de Oruro | Parámetros climáticos promedio de Oruro |
| Mes                                                                            | Ene.                                    | Feb.                                    | Mar.                                    | Abr.                                    | May.                                    | Jun.                                    | Jul.                                    | Ago.                                    | Sep.                                    | Oct.                                    | Nov.                                    | Dic.                                    | Anual                                   |
| ------------------------------------------------------------------------------ | --------------------------------------- | --------------------------------------- | --------------------------------------- | --------------------------------------- | --------------------------------------- | --------------------------------------- | --------------------------------------- | --------------------------------------- | --------------------------------------- | --------------------------------------- | --------------------------------------- | --------------------------------------- | --------------------------------------- |
| Temp. máx. media (°C)                                                          | 22                                      | 21                                      | 20                                      | 20                                      | 18                                      | 16                                      | 16                                      | 18                                      | 20                                      | 22                                      | 23                                      | 21                                      | 18.4                                    |
| Temp. mín. media (°C)                                                          | 6                                       | 5                                       | 4                                       | 2                                       | -3                                      | -9                                      | -8                                      | -5                                      | -2                                      | 3                                       | 6                                       | 7                                       | 3                                       |
| Precipitación total (mm)                                                       | 94                                      | 84                                      | 51                                      | 19                                      | 7                                       | 5                                       | 4                                       | 15                                      | 18                                      | 21                                      | 35                                      | 71                                      | 382                                     |
| Fuente: Wunderground Weather, Oruro, Oruro, Bolivia, Temperatura Promedio 2013 |                                         |                                         |                                         |                                         |                                         |                                         |                                         |                                         |                                         |                                         |                                         |                                         |                                         |

## Demografía
De acuerdo con el censo boliviano de 2024, la población del municipio de Oruro es de 297 497 habitantes.
La población del municipio aumentó aproximadamente a la mitad entre 1992 y 2024:
| Año  | Habitantes (municipio) | Fuente |
| ---- | ---------------------- | ------ |
| 1992 | 196.025                | Censo  |
| 2001 | 215.660                | Censo  |
| 2012 | 264.948                | Censo  |
| 2024 | 297.497                | Censo  |

## Atractivos Turísticos

### Faro de Conchupata
La actual bandera de Bolivia fue izada por primera vez en el Faro de Conchupata, el 7 de noviembre de 1851 en la ciudad de Oruro. El año 1851 el entonces presidente Manuel Isidoro Belzu viajaba a caballo desde la ciudad de La Paz hacia Oruro para asistir a un congreso extraordinario para analizar el concordato con la Santa Sede. Cerca de la Comunidad de Pasto Grande, Belzu quedó embelesado al contemplar un bello arco iris que resplandecía en la tierra de los Urus y propuso que la nueva bandera del país debía contener los colores de la sabiduría infinita de la cosmovisión.
En 1849, Belzu declaró monumento al Conchupata mediante un decreto, donde se debía establecer una pirámide cuadrangular y en uno de los frentes se pondría la leyenda: "Triunfó el pueblo de sus fechas expresadas". Pero no solo en Oruro se debería erigir ese monumento, sino también en El Alto, Potosí y Cochabamba. Fue solo en la ciudad del Pagador, que ese monumento duró hasta estos días, ya que en las otras ciudades tuvo vigencia únicamente durante su gobierno. A diferencia de lo que aconteció en los otros sitios, en la colina del Conchupata se colocó un mástil. Fueron mujeres orureñas cuyos nombres nunca fueron registrados para la historia, quienes confeccionaron la enseña.

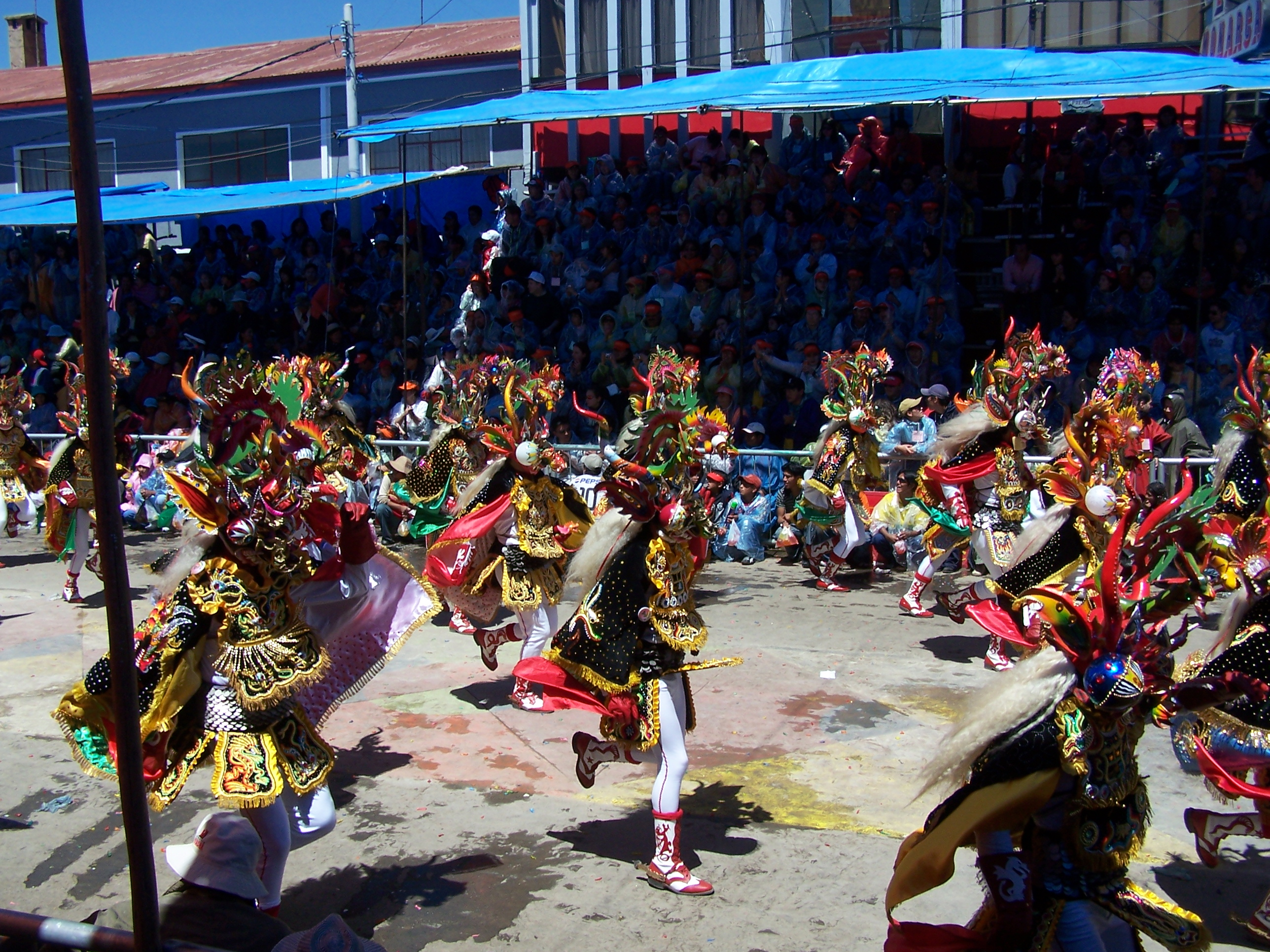
Representación de la Diablada en el Carnaval de Oruro de 2007.

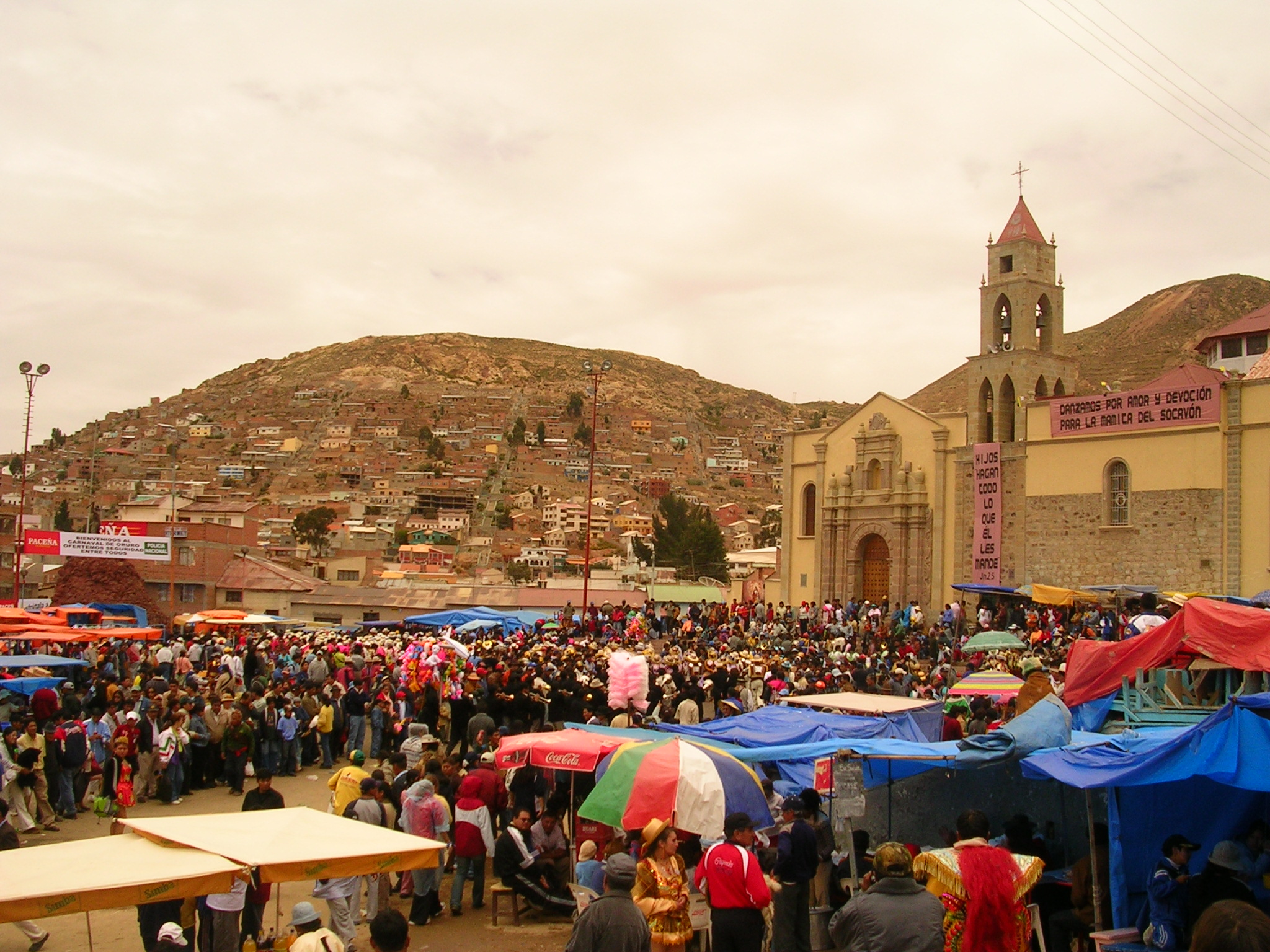
Santuario de la Virgen del Socavón en los Carnavales de 2007.

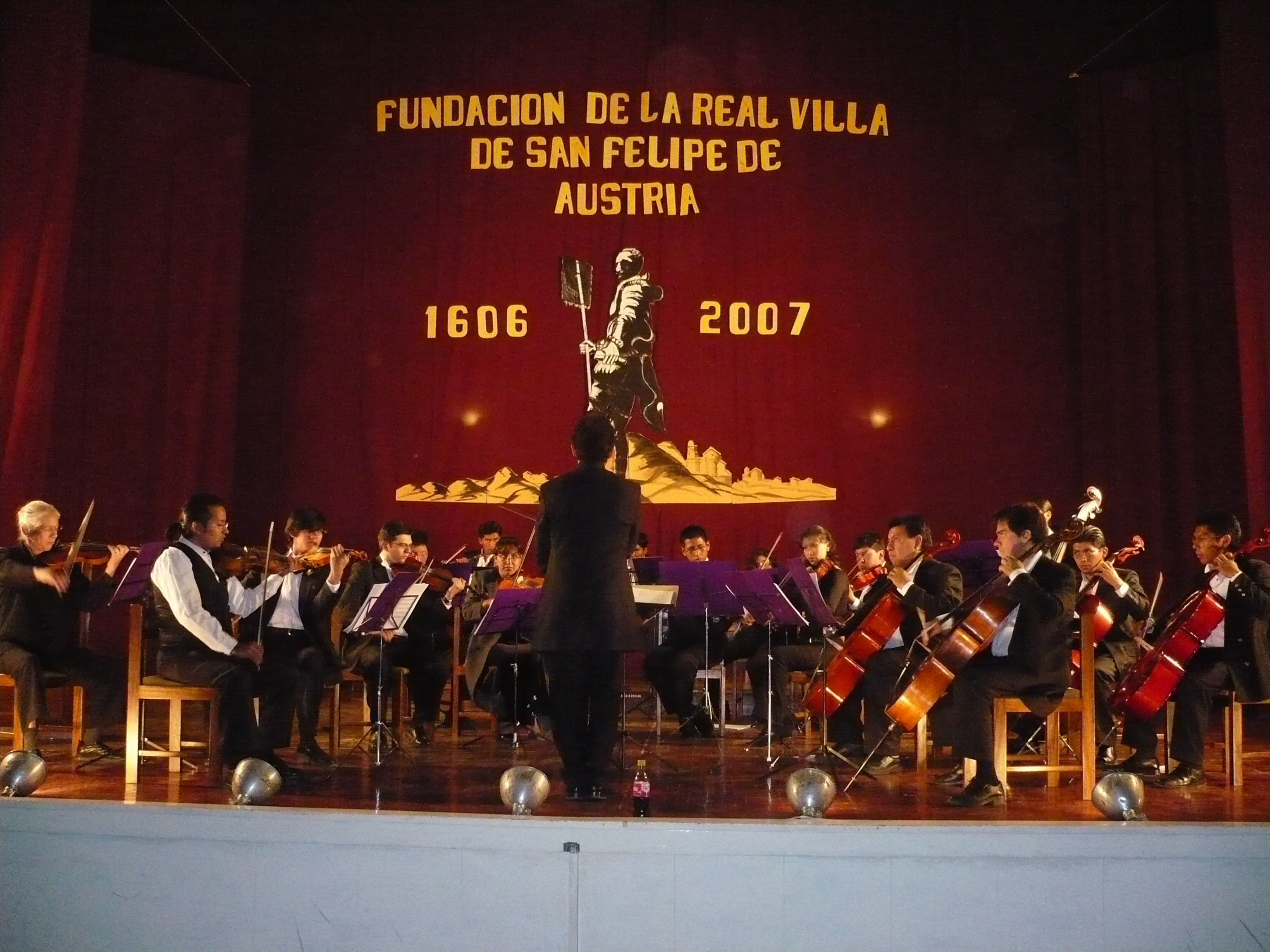
La Orquesta Sinfónica de Oruro, en la Casa municipal de Cultura de Oruro - Bolivia.

### Carnaval de Oruro
El Carnaval de Oruro es conocido y famoso a nivel mundial. Fue declarado "Obra Maestra del Patrimonio Oral e Intangible de la Humanidad" por la Unesco el año 2001. En 2008 la Unesco inscribió al Carnaval en la Lista Representativa del Patrimonio Cultural Inmaterial de la Humanidad. Todos los años, durante 6 días, el carnaval da lugar al despliegue de toda una gama de artes populares en forma de máscaras, tejidos y bordados. El principal acontecimiento es la procesión(entrada),durante la cual los bailarines recorren durante 20 horas, sin interrupción, los cuatro kilómetros de la procesión. Más de 28 000 bailarines y 10 000 músicos repartidos en unos 50 grupos participan del acto, que ha sabido conservar las características tomadas a los misterios medievales.
Al margen del carnaval en si, el Santuario de la Virgen del Socavón es un lugar que vale la pena visitar, también se puede visitar el Museo Arqueológico, el Museo Mineralógico, La Casa de la Cultura Simón I. Patiño, que cuenta la vida del barón del estaño y se encuentra en la calle Soria Galvarro y Ayacucho y la calle La Paz que es donde los bordadores confeccionan las originales vestimentas de los danzarines que participan del carnaval.

### Museo Simón I Patiño - Casa de la cultura
Museo Simón I Patiño - Casa de la cultura
es un edificio de estilo francés, construido entre 1900 y 1913, perteneció al “Barón del estaño” y magnate minero Simón I. Patiño, habitado por su familia hasta 1912. El inmueble presenta marcado estilo neoclásico, compuesto por salas de estar, de juego, salón de fiestas, dormitorios, capilla, etc.
Fue donada por la Universidad Técnica de Oruro (UTO) y actualmente se constituye en museo histórico. Sus salones cuentan con esculturas, pinacoteca virreinal y contemporánea además de muebles al estilo Luis XV, XVI y XVII, traídos desde Europa y muestras de taxidermia. Cuenta con instrumentos musicales únicos en Bolivia, carrozas de la época y la pinacoteca de arte virreinal.

### Obrajes
Se encuentran a una distancia de treinta minutos de viaje en automóvil desde el centro de la ciudad, 23 km camino a Cochabamba, donde las aguas brotan a 65 °C; es un centro turístico que ofrece baños termales medicinales para muchas enfermedades tales como artritis, reumatismo, es muy relajante y saludable para todo aquel que quiere un lugar tranquilo.

### Empresa Nacional de Fundiciones (ENAF)
El complejo metalúrgico de Vinto, obtiene estaño metálico a partir de minerales de estaño, materia prima proveniente de la minería privada, estatal y cooperativa. A 7 km camino a Potosí.

### Capachos
Balneario de aguas termales, cuenta con una piscina olímpica y baños individuales en un sector. Se encuentra sobre el camino a Cochabamba. recientemente refaccionada para las gente que viene de todas partes del país, son baños relajantes con aguas minerales que salen desde el fondo de la tierra que se dice que son residuos de un volcán apagado hace muchos años.

### Otros lugares

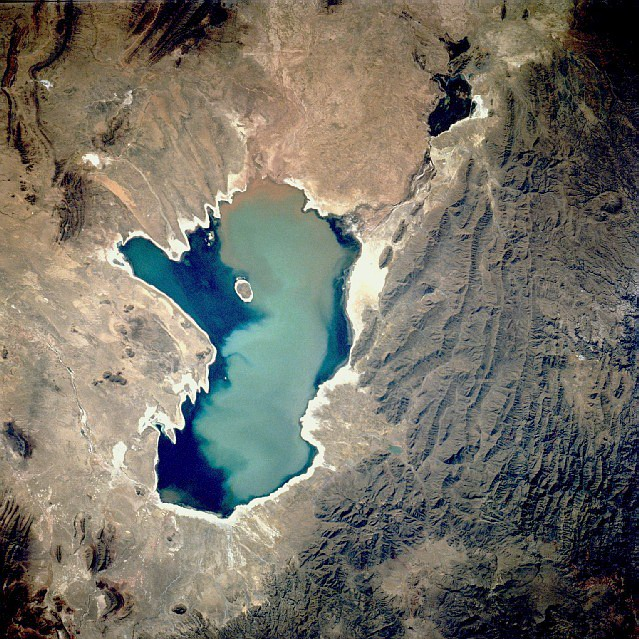
El lago Poopó, al suroeste de la ciudad.

Para observar y disfrutar de las propiedades de montañismo, y paisajes indescriptibles, desde la ciudad se pueden organizar excursiones a los volcanes nevados del lago Coipasa y el Sajama (6.542 m s. n. m.) siendo la cumbre más alta de Bolivia, volcanes con nieve permanente, cráteres, llenos de agua y peces.
Mientras que también el parque nacional Sajama cuenta con flora y fauna andina destacándose la vicuña (Vicugna), quirquincho (Chaetophractus nationi), zorro andino (Pseudalopex culpaeus), titi o gato andino (Oreailurus jacobita) y puma (Puma concolor). Las comunidades indígenas dentro este parque hacen aprovechamiento sostenible de vicuñas en silvestría, al esquilar su fibra cada año (noviembre a diciembre) mediante capturas y liberaciones, permitiendo a los lugareños, vender su valiosa fibra al extranjero y ser también guardianes de las vicuñas y sus ecosistemas.
Al noroeste de la ciudad de Oruro se encuentran los arenales de Cochiraya, a las faldas del icónico Cerro San Pedro, que han sido declarados patrimonio cultural y paisajístico por la ciudad de Oruro. Estos son muy importantes para la mitología de los Urus y esta atracción turística fue declarada patrimonio departamental de Oruro en 2007.

## Transporte
El Aeropuerto Internacional de Oruro "Juan Mendoza" es la única terminal aérea de la ciudad, inaugurado y entregado en 2013, con una pista de aterrizaje de 4 km, dos calles de rodaje y una terminal de pasajeros. Cuenta con un movimiento bajo de uno a tres vuelos diarios llegando a establecer un número de 15 aproximadamente durante la semana, servido solo por la aérolínea bandera del país, Boliviana de Aviación.

### Teleférico

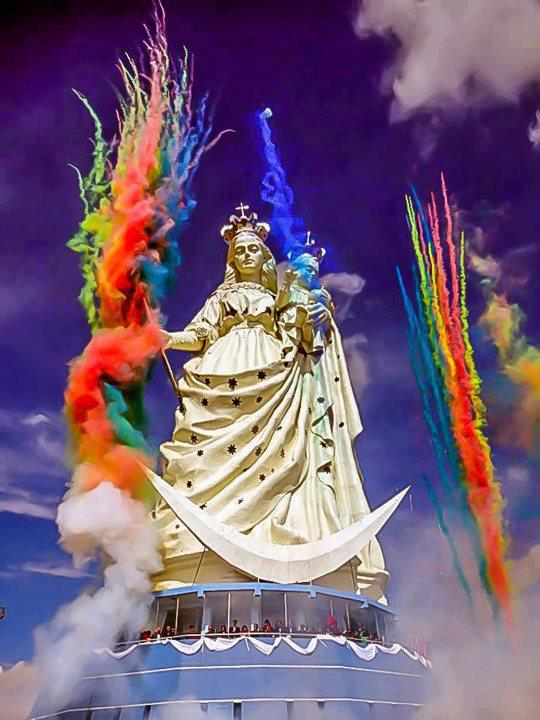
Monumento Virgen del Socavón.

En febrero de 2018 fue inaugurado el teleférico Santuario Virgen del Socavón en la ciudad de Oruro, que conecta el monumento a la Virgen Candelaria, en el cerro Santa Bárbara, con la plaza del Folklore. Fue construido como transporte turístico, con una capacidad para transportar a 1000 pasajeros por hora distribuidos en 16 cabinas.

## Educación

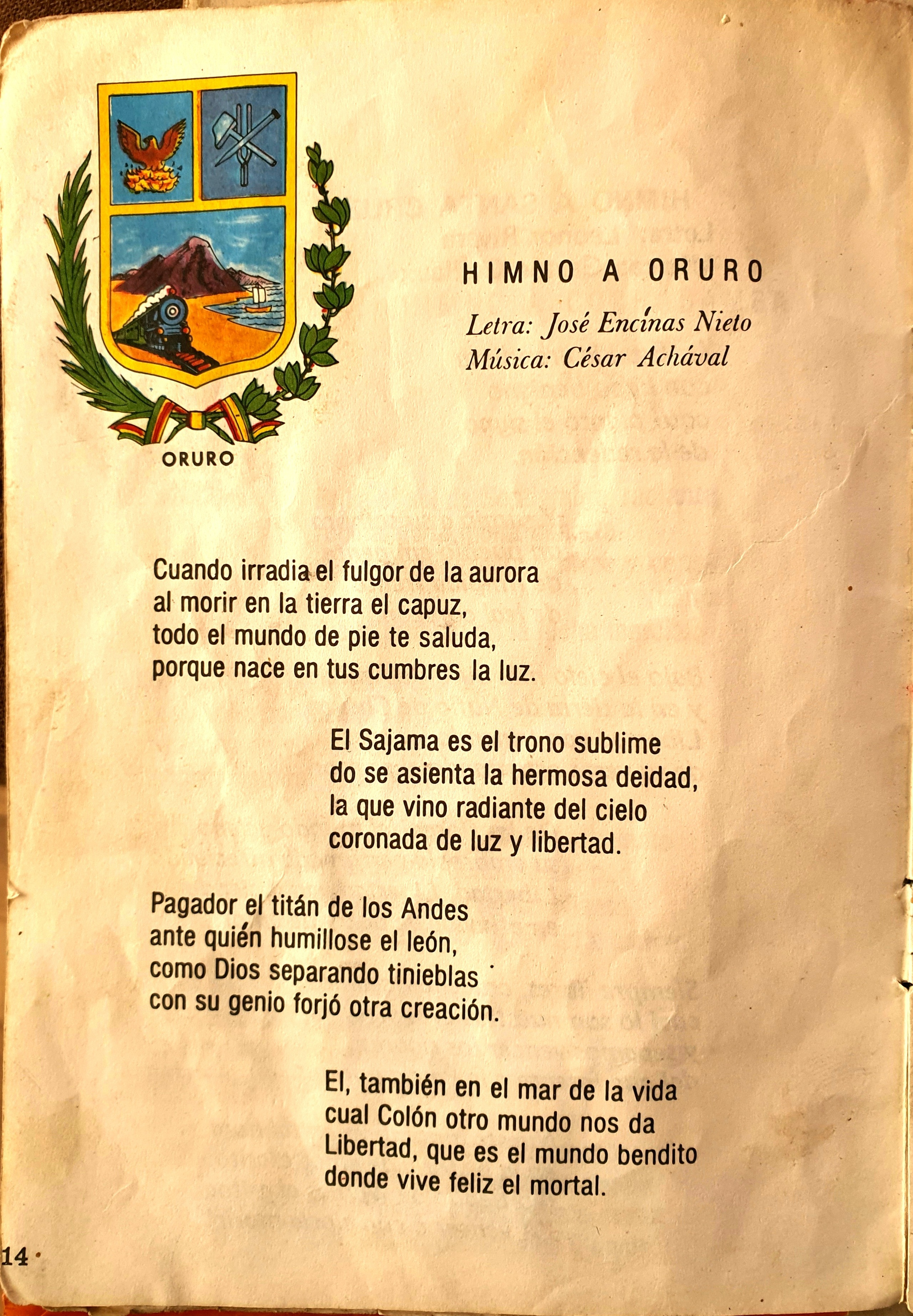
Himno al departamento de Oruro, letra José encinas nieto, Música César Achaval.

La ciudad cuenta con la sede de la universidad pública Universidad Técnica de Oruro, así como establecimientos de educación primaria y secundaria. Entre las instituciones educativas destaca la Unidad Educativa Simón Bolívar, creada en 1826 con el nombre de Liceo de Ciencias y Arte. De igual manera destacan, el Colegio Alemán, que en 2023 cumplió 100 años, y otras entidades públicas y privadas. Para la lectura de obras literarias en la ciudad está la biblioteca municipal Marcos Beltrán Ávila, que reabrió en julio de 2022.

## Deportes
El deporte más popular del país y de la ciudad es el fútbol, que llegó al país gracias a la expansión del ferrocarril de chile, cuándo en 1892 los trabajadores del Antofagasta (Chili) and Bolivia Railway Co. Ltd, fueron los primeros practicantes de este deporte y a cuyo alero nació en 1896 el Oruro Royal Club, considerado el primer club de fútbol de la historia de Bolivia.
En 1954 San José se incorporó definitivamente a los torneos nacionales organizados por la Asociación de Fútbol de La Paz y participó en la primera división de Bolivia (conocido anteriormente como Liga de Fútbol Profesional Boliviano), torneo que ha conseguido en cuatro oportunidades: 1955, 1995, 2007 y 2018. Actualmente es miembro de la Asociación de Fútbol de Oruro, en la que participa campeonatos anuales para clasificar a la "Copa Simón Bolívar - Nacional B".
El principal recinto deportivo de la ciudad es el estadio Jesús Bermúdez. El estadio, donde habitualmente juega de local San José, cuenta con una capacidad de 33 300 espectadores y es propiedad del Gobierno Regional.

## Medios de comunicación

### Televisión
En la ciudad se cuenta con el servicio de televisión por cable y satelital de las empresas Coteor, Entel, Tigo y Telecable Bolivia con una amplia variedad de canales nacionales e internacionales.

### Prensa escrita
Se edita el diario La Patria desde 1919, que es de cobertura regional.
Fue el primer medio escrito de Oruro y continúa con su labor hasta la fecha es el sub-decano de la prensa boliviana, editando su matutino de lunes a domingo.
También circulan diarios de difusión nacional como: El Diario, La Razón, La Prensa, Cambio, Página Siete, Extra y El Alteño.
Se edita el Semanario "El Fulgor", que circula los domingos de contenido variado.

### Radiodifusión
Cuenta con una gran variedad de radioemisoras locales como también nacionales, las cuales entregan información y entretenimiento a la ciudad de Oruro. Cuenta con 50 radioemisoras y 2 en prueba.
Las principales radios de la ciudad de Oruro son: WKM Radio, Radio Fides, Radio Mebes, Radio Mega, Radio Coral, Radio Pio XII, Radio Concierto, Radio Líder, Radio Show, Radio Imagen, Radio Infinito, Radio Emisoras Bolivia, Radio Mix, Radio Kantuta Digital, Radio Pasión "la voz del gremial", Radio Éxito, Radio Sonido Nelson, Radio La Mejor FM, Radio Popular, Radio Nanos FM, Radio Kaliente, Radio La Exitosa, Radio Jacinto Rodríguez, Radio Batallón Topater, Radio La Tropicalicalisima, MH Radio.

### Compañías Telefónicas
En Oruro cuentan con las siguientes compañías telefónicas: Coteor, Viva, Entel, Tigo.

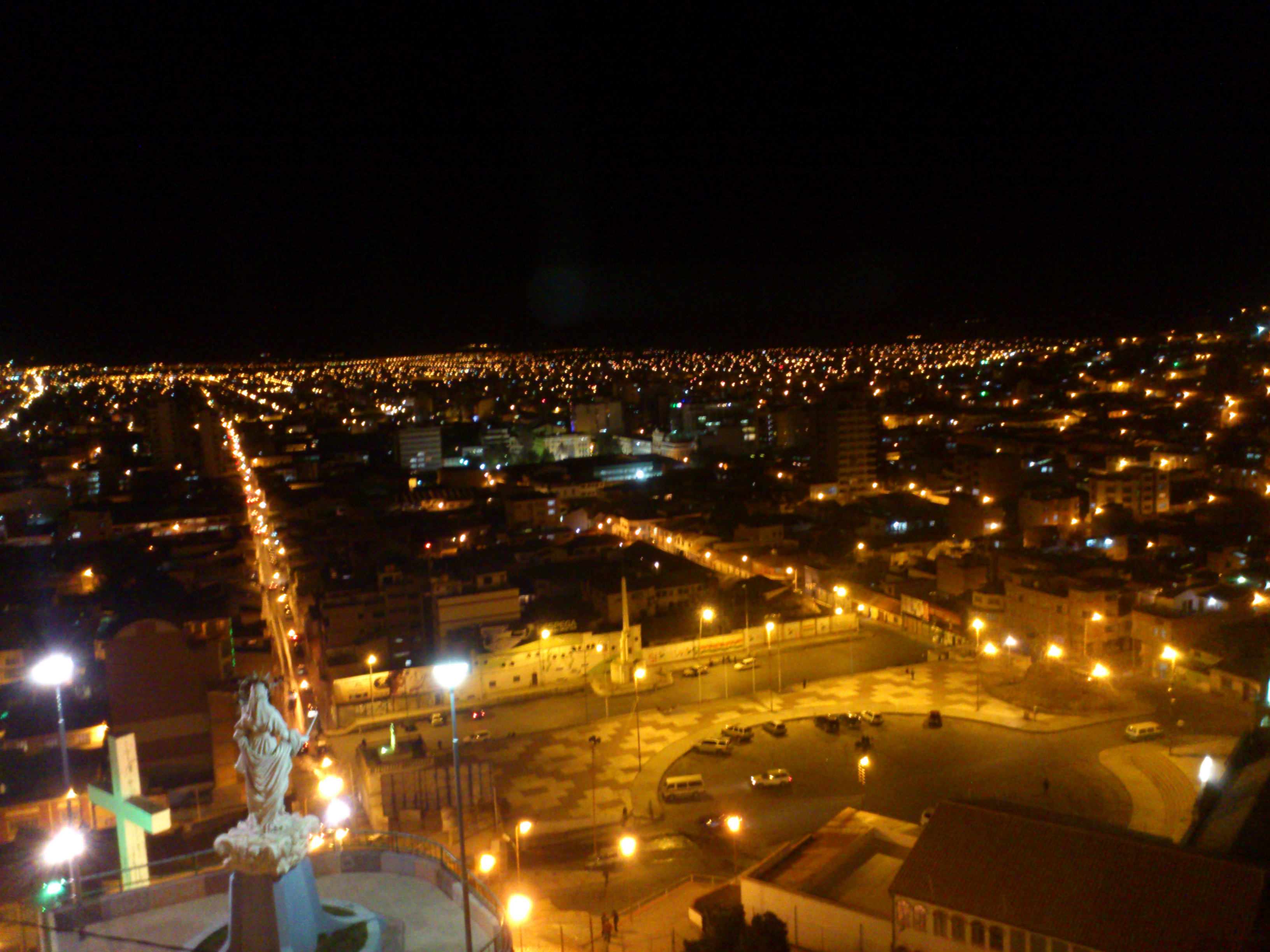
Vista nocturna del centro de Oruro

## Gastronomía
La gastronomía de Oruro es variada y exquisita. Basada en la quinua, el chuño, la papa, la carne de kuy silvestre, alpaca, llama y el cordero. De este último derivan muchos de sus tradicionales platos: brazuelo de cordero, tostadita de cordero, mecheado de cordero, colita de cordero, costillar de cordero, etc.

### Api orureño
Se elabora a partir de granos de maíz morado, lo que le otorga su característico color. Además, se le agregan maíz amarillo molido, azúcar, canela en rama y clavo de olor. Generalmente se sirve caliente para mantener su sabor, aunque también existe una versión fría.
Ni las propias aperas saben cuál es su origen o quién se encargó de inventarlo, pero lo único cierto es que Oruro es la cuna de este exquisito alimento, muy apetecido por propios y extraños, e incluso su fama traspasó fronteras, no solo al interior, sino también al exterior del país.

### Charquekan

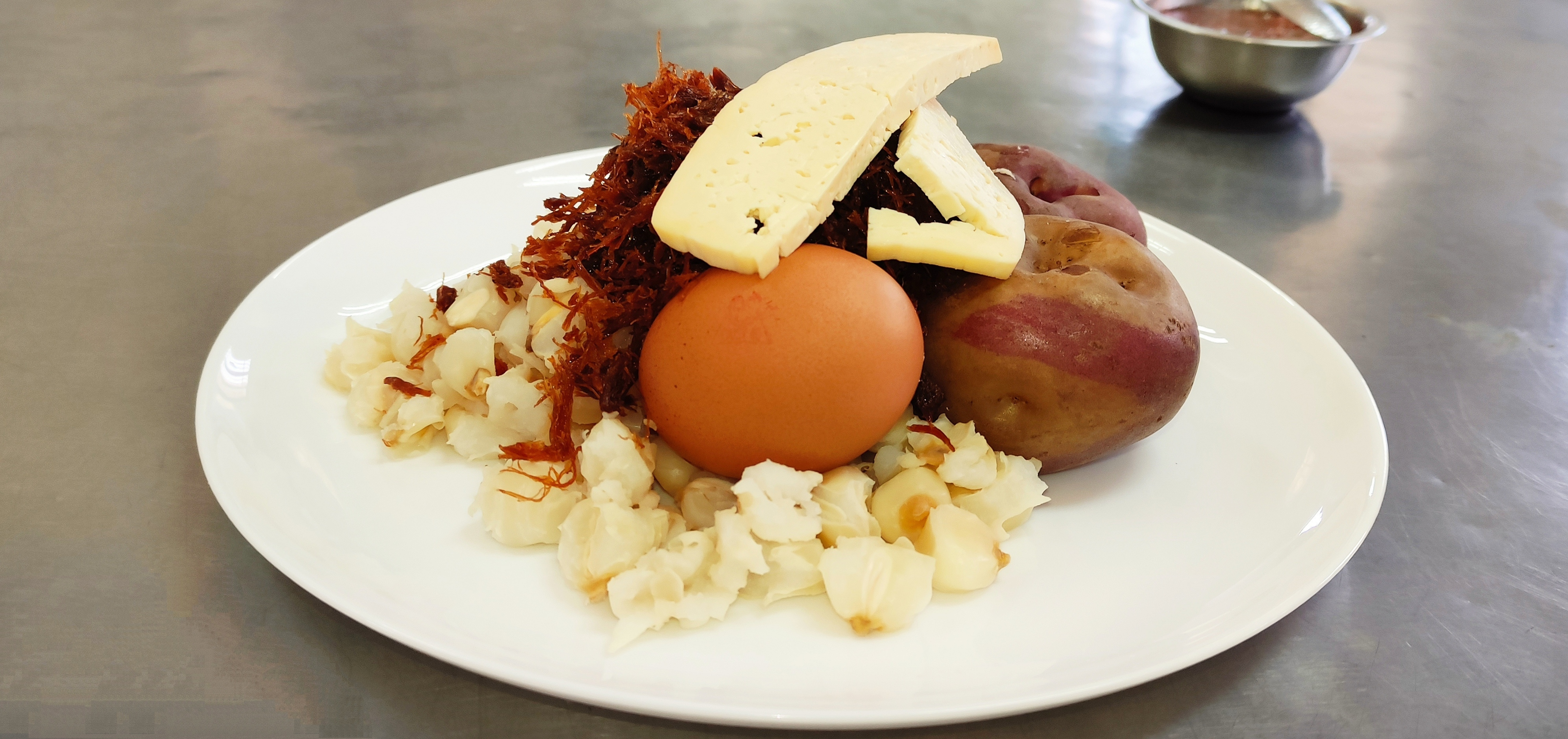
Charquecan de llama.

Castellanizado como Charquekan, es un plato ancestral de la cultura "Uru". La receta consiste en freír el charki (carne deshidratada) de llama en abundante aceite y muy caliente, hasta dejarla crujiente. Se acompaña con mote (maíz cocido) que debe estar en remojo 13 horas antes. Se ponen a cocer ambos en una olla a presión unas 2 horas, hasta que estén muy tiernos. Se acompaña también con huevos duros y patatas cocidas con cáscara (luego se puede degustar pelada o no). Se sirve todo con cuarta rodaja de queso. Se acompaña con "llajwa" (salsa boliviana picante hecha con locoto y tomate).

### El Rostro Asado
Es la cabeza entera de una oveja (sin quitarle la piel ni ninguna otra parte) cocida en el horno; se come con pan y llajua, preferentemente por la noche o la madrugada.

### Sándwich de chorizo de carne de llama
El estilo de sándwich de chorizo de los comercios gastronómicos de la plaza de La Ranchería tiene un estilo propio. Es un emparedado con delgados chorizos elaborados a base de carne de llama, servidos en un pan liso y acompañados de abundante ensalada compuesta principalmente por zanahoria. También suele servirse en plato, si el comensal así lo gusta, complementado con mote de maíz. 

### El Intendente
Es un plato que consiste en una variedad de carnes, de cordero, de res, de llama, de pollo, tripas de cordero o de llama, hígados, y otras más, que se acompaña con papa, algo de chuño y un poco de ensalada.

### Chicharrón de Llama
Plato típico de Oruro, que consiste en trozos de carne de llama fritos en aceite, y que se sirve con chuño o phisara (quinua cocida), papa cocida retostada al aceite, algunos lo añaden huevo duro, y siempre acompañado de la llajwa.

### El P'ampaku
Delicia que se elabora en hornos rudimentarios de adobe y barro, y que consiste en carne de llama o cordero, también kuy silvestre, papa (sin pelar), oca, camote, y en las últimas décadas se ha añadido plátano de freír. Todo ello se coloca en latas dentro del horno caliente. Una vez cocido, se suele servir acompañado de ensalada.

### La Phisara
Platito ancestral que es la quinua graneada sin sal, el cual se acompaña de queso rallado generalmente.

### Platos tradicionales de cordero orureño
El cordero de orureño tiene una exquisitez única por la flora existente en el departamento, que le da una sazón natural, del cual se elaboran platos típicos orureños como el Brazuelo, Costillar, Tostadas, Mecheado y Colita de cordero, los cuales se acompañan de chuño, papa y un poco de salsa criolla. Estos platos se sirven generalmente a partir del mediodía, aunque también son conocidos como platos de la tarde.

### Platos Mañaneros
Los platos conocidos como mañaneros, son caldos exquisitos sobre la base de la carne de llama y cordero, como el Kunturi (de carne de llama), el T'impu de cordero, la cabeza de cordero.

### Helados De Canela
Delicioso helados de canela, helados preparados artesanalmente, batiendo la preparación base en barriletes de madera mara con hielo y sal que se comercializaban desde el 1918.

## Cultura

### Carnaval de Oruro

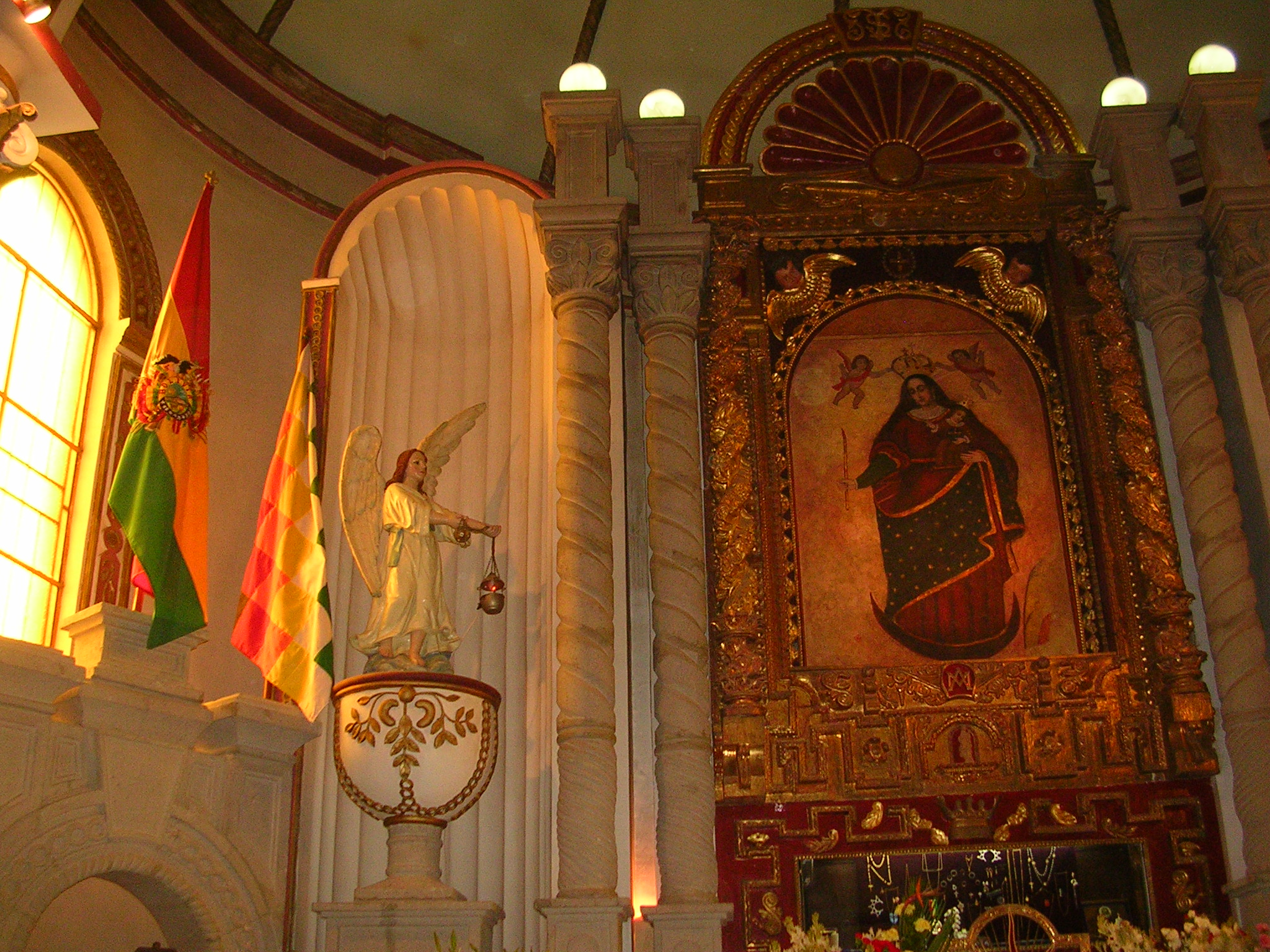
Interior del santuario de la Virgen del Socavón.

El Carnaval de Oruro es inspirado por la Virgen del Socavón, quien motiva año tras año uno de los acontecimientos más grandes de expresión cultural de América Latina, que también representa una de las principales fiestas costumbristas de Bolivia. El año 2001 la Unesco lo declaró Obra Maestra del Patrimonio Oral e Intangible de la Humanidad; reconociendo así el valor religioso y cultural que expresa esta festividad a través de la música y la danza.
Durante la festividad se hacen presentes la fe de los danzarines y el trabajo prodigioso de los artesanos, que ambos constituyen el mayor atractivo de la fiesta.
El colorido en la ciudad de Oruro se multiplica constantemente y durante tres días y tres noches se aprecia el baile de más de 50 conjuntos acompañados por hasta 4 o 5 bandas musicales.
En la entrada del Carnaval se interpretan danzas variadas como la Diablada, la Morenada, el Potolo, el Pujllay, el Tinku, la Kullawada, los Tobas, los Caporales, la Llamerada, el Waca Waca, el Suri Sikuris, el Kantus, los doctorcitos, el Salay, los negritos, la Saya Afroboliviana y otras danzas autóctonas y mestizas que forman parte del patrimonio intangible de Bolivia.
Por su fama del carnaval, la ciudad de Oruro era declarada la capital folklórica de Bolivia, según la ley del artículo 602. En 2004 la Unesco, la declaró la capital folklórica de Iberoamérica.

### Uros Yassoni
Los orígenes de los Urus Jas-shoni se remontan desde hace 3500-4000 años, junto a los Urus del Lago Poopó, Uru-itos, etc., representan una de las culturas más antiguas y primigenias de América, pertenece a la familia etnológica de los Urus (los de antaño), su idioma el Uru "chhiw lüsñchi chhun o uchun maa taqu" ("nuestra lengua madre") es aún utilizado.
La mayoría de las comunidades pertenecientes a la etnia "Uru" se establecieron en el altiplano boliviano. Los Urus Chipaya o Jas-shoni se ubican actualmente cerca de la población "Santa Ana de Chipaya", a 190 km de la ciudad de Oruro. Viven en casitas cónicas llamados Putucus, esta clase de casitas tienen la particularidad de proteger a sus habitantes contra el intenso frío, reteniendo el calor en sus paredes y el techo. Además por su forma cónica los fuertes vientos fríos no pueden impactar de frente haciendo bajar la temperatura, sino más bien el de producír una capa envolvente de aire logrando un efecto termoestabilizador y por la redondez del techo los vientos tienen poco efecto de arrancarlos.
Las mujeres llevan un hermoso tocado singular consistente de pequeñas y numerosas trencillas (50-60 trenzas) denominados Sekje "de ayuda" porque se necesitan de varias personas, las puntas de las trencillas se adornan con lauraques que son hilos de lana de color, flecos y bolillas. El traje de la mujer chipaya se la denomina Urku, debajo de ella llevan una camisa sin mangas tejida por ellas mismas. Son expertas tejedoras y se dedican generalmente al pastoreo.
Los varones llevan un traje denominado el Tipi o Unku, que consiste en un costal abierto por debajo y por la parte superior pasan los brazos, un pantalón que les llega hasta los tobillos y un gorro tejido de lana. Cada año eligen a sus autoridades a las que respetan y obedecen. Los puestos políticos están destinados a los hombres, pero todas las personas son iguales, al punto de que todo lo demás puede ser hecho tanto por el varón como por la mujer.
Entre los instrumentos que se suelen utilizar están las ocarinas de cerámica, la trompeta hecha de cuerno (pututu) y bombo su caja de resonancia está hecha de tablillas de cactus y una membrana vibradora de cuero, forma el conjunto para ofrecer música y se denomina "wayco". Una pequeña "guitarrilla" es utilizada en la ofrenda de canciones propiciatorias para el rebaño. Fabrican instrumentos de viento con la caña y consiste en 6 orificios para los dedos y uno para el pulgar "la flauta boliviana", similar al Ney.
Se definen a sí mismos los Kot'suñs, Jas-shoni "los hombres del agua", los de sangre negra, para diversos estudiosos reconocidos a nivel internacional tales como Arthur Posnansky, Zecharia Sitchin, Yuri Leveratto, etc., los Urus tuvieron un origen en Oriente Próximo. y fueron contemporáneos de los tiahuanacotas.
Por otra parte el británico Jim Allen ha propuesto una teoría no confirmada basada en descubrimientos recientes y exploraciones en las regiones de Oruro (Pampa Aullagas), en el altiplano boliviano se encontraría la Atlántida perdida relatada por el filósofo griego Platón dadas las características geográficas de la región “una planicie rodeada de montañas” y "situado por encima del nivel del mar".
Los Urus junto a los tiahuanacotas han llegado a constituirse en manifestaciones culturares antiquísimas y propias de Bolivia. Ya en el año 2001 la Unesco proclamó a la manifestación cultural y folklórica de Oruro como la: “Obra Maestra del Patrimonio Oral e Intangible de la Humanidad”. Según la Convención de la "UNESCO" para la Salvaguardia del Patrimonio Cultural Inmaterial, el "patrimonio" es una denominación que constituye la garantía para la subsistencia de una cultura viva, de su tradición, de la creatividad permanente, su conservación y respeto mutuo entre las comunidades, grupos e individuos.

### Tradiciones
La Leyenda de las plagas
Los incas habían logrado extender sus dominios en el imperio Tiahuanacota. Los Urus pueblo milenario se habían constituido mucho antes de la llegada de los incas en la zona conocida como Oruro hoy en día. Los urus llamaban a los incas extranjeros o colonos. Siempre han rechazado cualquier vínculo etnológico con los incas.
Tras la conquista y evangelización del Imperio Incaico, los urus trataron de introducir su religión reemplazando al dios Wari (un antiguo dios de los urus) por un semidiós inca denominado en aimara 'Huari' (conocido también como 'el chino supay') y llamaron 'huacas' o 'apus' a las serranías sagradas de los urus en plagas petrificadas por la Ñusta, para así adorar al dios inca Pachacamaj. Hasta el día de hoy, los urus siguen sufriendo avasallamientos y amenazas por parte de algunos grupos aymaras que tienen un carácter agresivo y expansionista tanto en el área rural como en la ciudad.
La leyenda quedó así de la siguiente manera: El dios huari había decido la aniquilación total de los Urus, como venganza a la rebelión y la no obediencia de los Urus. Lanzando cuatro grandes plagas: las hormigas, el sapo, la víbora y un lagarto, todos ellos en proporciones de gran tamaño. Pero por aviso del chiru chiru a la Ñusta (Virgen del Socavón) se evitó la destrucción de los Urus convirtiendo las plagas en piedra y arena. De esta manera los Urus logran salvarse una vez más.
Las Hormigas
Tendidas sobre la planicie custodiando la ciudad de Oruro de norte a sud hacia el este del poblado, se mueven los médanos de arena rojiza, identificadas con el nombre tradicional de “Los Arenales”. La Leyenda señala a estas arenas como el producto del encantamiento de miles de millares de hormigas que como parte de una legión destructora, integrada además por el Sapo y la Víbora debía exterminar a los Urus pobladores de esta región por mandato de Huari; y fue entonces que el poder celestial de una Ñusta, derrotó a las huestes enemigas convirtiendo a las hormigas en arena.
La Vibora
Sobre las Colinas de la serranía que vigila la ciudad de Oruro por el extremo sudoeste, se puede notar claramente una interesante formación rocosa muy semejante a una enorme serpiente, mostrando con toda nitidez los cortes de su cuerpo y la cabeza cercenada por otra – según la leyenda – del rayo disparado por el poder de una Ñusta celestial que salvo al pueblo Uru de la furia de la plaga desatada en su contra por el temible Huari.
El Sapo
En el extremo norte de la ciudad de Oruro, se encuentra El Sapo, cuyo origen legendario la revela como parte de la plaga de Hormigas y la Víbora, que debían exterminar a la población Uru que empezaba a creer en otros dioses, olvidándose de los nativos y, especialmente de él, el temible Huari.
El Cóndor
En la zona de Agua de Castilla al sud de la ciudad de Oruro, se encuentra “El Cóndor”, con poderes milagrosos, razón por la cual los pobladores de la ciudad y sus alrededores acuden en verdaderas romerías los primeros viernes de cada mes y los días finales del Carnaval.
El Lagarto
En el camino hacia el pueblo de Cala Cala, se encuentra el lagarto, el cual debía exterminar a los Urus y azotaba con su cola todo a su paso. Fue entonces cuando la Ñusta le corto la cabeza al reptil gigante. La Ñusta hizo una cruz en la cabeza cercenada del lagarto. la sangre que el reptil derramo formó una pequeña laguna rojiza en el lugar. Esta fue la última plaga en ser derrotada por la Ñusta.

### Teorías sobre su posible origen
Mesopotámico 
En el planeta, los pueblos antiguos se encontraban de alguna u otra forma conectados entre sí. Se han encontrado evidencias en diferentes partes del mundo y a través de los siglos, los cuales señalan que gente de civilizaciones antiguas ya circunnavegaban los océanos, migraban de un continente hacia otro continente. De igual forma, se han descubierto en Tiwanaku, artefactos que podrían poner en jaque a cualquier arqueólogo respecto al origen de esta civilización y su posible conexión con otros continentes.
La Fuente Magna, es una vasija con estilo tiahuanacota descubierta por un humilde agricultor en 1950, contiene escritura cuneiforme y otro estilo de escritura considerado proto sumerio. Estas dos clases de escrituras son muy antiguas, data de los tiempos de la antigua sumeria (actualmente Irak) considerada una de las primeras civilizaciones que llevaban consigo una escritura ya establecida. En el medio del artefacto aparece la figura de un anfibio, considerado antiguamente un dios. La pregunta es ¿Cómo aparecieron estas escrituras en artefactos de Tiwanaku? Para el epigrafista estadounidense Clyde Winters,la respuesta se puede encontrar en una de las primeras capitales sumerias denominada Ur, uno de los primeros núcleos urbanos de Mesopotamia, cuyos dioses tenían esencialmente la forma de anfibios de aspecto gigante (annunakis).
Igualmente para el británico Jim Allem, en el altiplano boliviano en específico en Pampa Aullagas (Oruro) se encontraría la capital de la Atlántida perdida de Platón. Dada la antigüedad de la cultura milenaria Uru, su posible conexión mesopotámica, una civilización tan antigua y aún viva, podría llevar semejante título.

### Actividades culturales y entretenimiento
En Oruro se encuentra una compañía de teatro, el Súper Multiteatro inaugurado en 2020 con una capacidad para albergar a más de 700 personas donde se presentan diversas obras. Además, anualmente se realiza en Oruro el Festival Nacional de la Canción Boliviana, considerado como uno de los festivales más importantes de Bolivia.

## Ciudades hermanas
| País      | Ciudad o localidad | Subdivisión administrativa |
| --------- | ------------------ | -------------------------- |
| Argentina | Jujuy              | Provincia de Jujuy         |
| Argentina | Tilcara            | Provincia de Jujuy         |
| Chile     | Arica              | Región de Tarapacá         |
| Colombia  | San Juan de Pasto  | Departamento de Nariño     |
| Perú      | Juliaca            | Departamento de Puno       |
| Perú      | Puno               | Departamento de Puno       |
| Perú      | Tacna              | Departamento de Tacna      |